# Ignacio Laquintana
Ignacio Jesús Laquintana Marsico (Paysandú, 1º febbraio 1999) è un calciatore uruguaiano, centrocampista del RB Bragantino.

## Caratteristiche tecniche
È un esterno destro.

## Carriera

### Club
Cresciuto nel settore giovanile del Defensor Sporting, ha esordito in prima squadra l'8 settembre 2018 in occasione del match di campionato pareggiato 1-1 contro il Cerro.

### Nazionale
Ha giocato nella nazionale uruguaiana Under-20.

## Palmarès

### Club

#### Competizioni nazionali
- Campeonato Brasileiro Série B: 1

Santos: 2024